# 阿维尼翁新城
阿维尼翁新城（法語：Villeneuve-lès-Avignon，法語發音：[vilnœv lɛ.z‿aviɲɔ̃]）是法国加尔省的一个市镇，位于该省东部，隔罗讷河与沃克吕兹省省会阿维尼翁接壤，也是大阿维尼翁城市圈公共社区的一部分。属于尼姆区。

## 地理
阿维尼翁新城（43°57'59"N, 4°47'45"E）面积18.27 平方千米，位于法国奧克西塔尼大區加尔省，该省份为法国南部沿海省份，南端濒地中海，北起顺时针与阿尔代什省、沃克吕兹省、罗讷河口省、埃罗省、阿韦龙省和洛泽尔省接壤。
与阿维尼翁新城接壤的市镇（或旧市镇、城区）包括：莱桑格勒、皮若、罗谢福尔迪加尔、索沃泰尔、亞維農、索尔格。

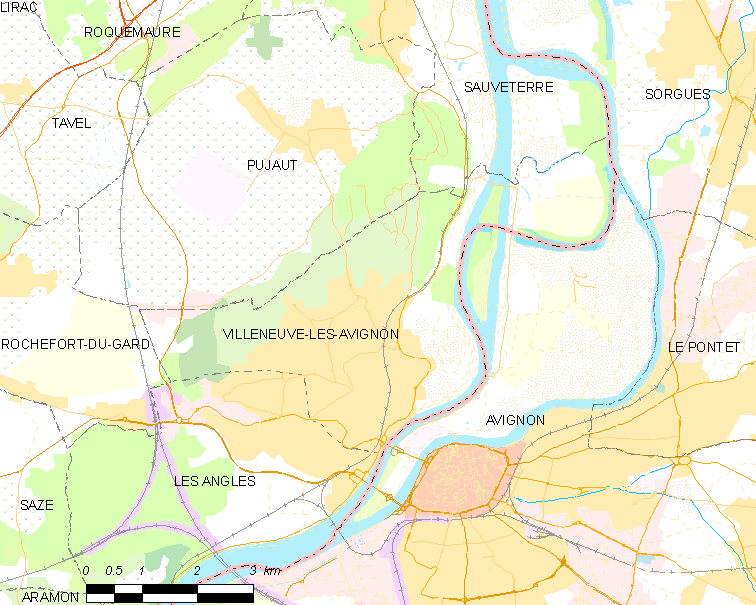
阿维尼翁新城的OSM定位图

阿维尼翁新城的时区为UTC+01:00、UTC+02:00（夏令时）。

## 行政
阿维尼翁新城的邮政编码为30400，INSEE市镇编码为30351。

## 政治
阿维尼翁新城所属的省级选区为阿维尼翁新城县。

## 人口

1962-2008年间阿维尼翁新城人口变化图示

阿维尼翁新城于2022年1月1日时的人口数量为12950人。

## 友好城市
- 德国莱茵巴赫 1969年
- 西班牙佩尼伊斯科拉 1972年
- 義大利圣米尼亚托 1992年
- 希腊伊西翁 1997年